# UCLouvain Charleroi
L'UCLouvain Charleroi est une implantation de l'université catholique de Louvain à Charleroi, Belgique. Comprenant 3 facultés et divers instituts de recherche, l'UCLouvain Charleroi est constitué d'une part de la Maison Georges Lemaître, au centre de la ville, ainsi que d'une implantation dans la section de Montignies-sur-Sambre, le campus HELHa-UCLouvain.
Il s'agit de l'un des trois sites de l'UCLouvain en province de Hainaut, avec l'UCLouvain FUCaM Mons et l'UCLouvain Tournai.

## Histoire

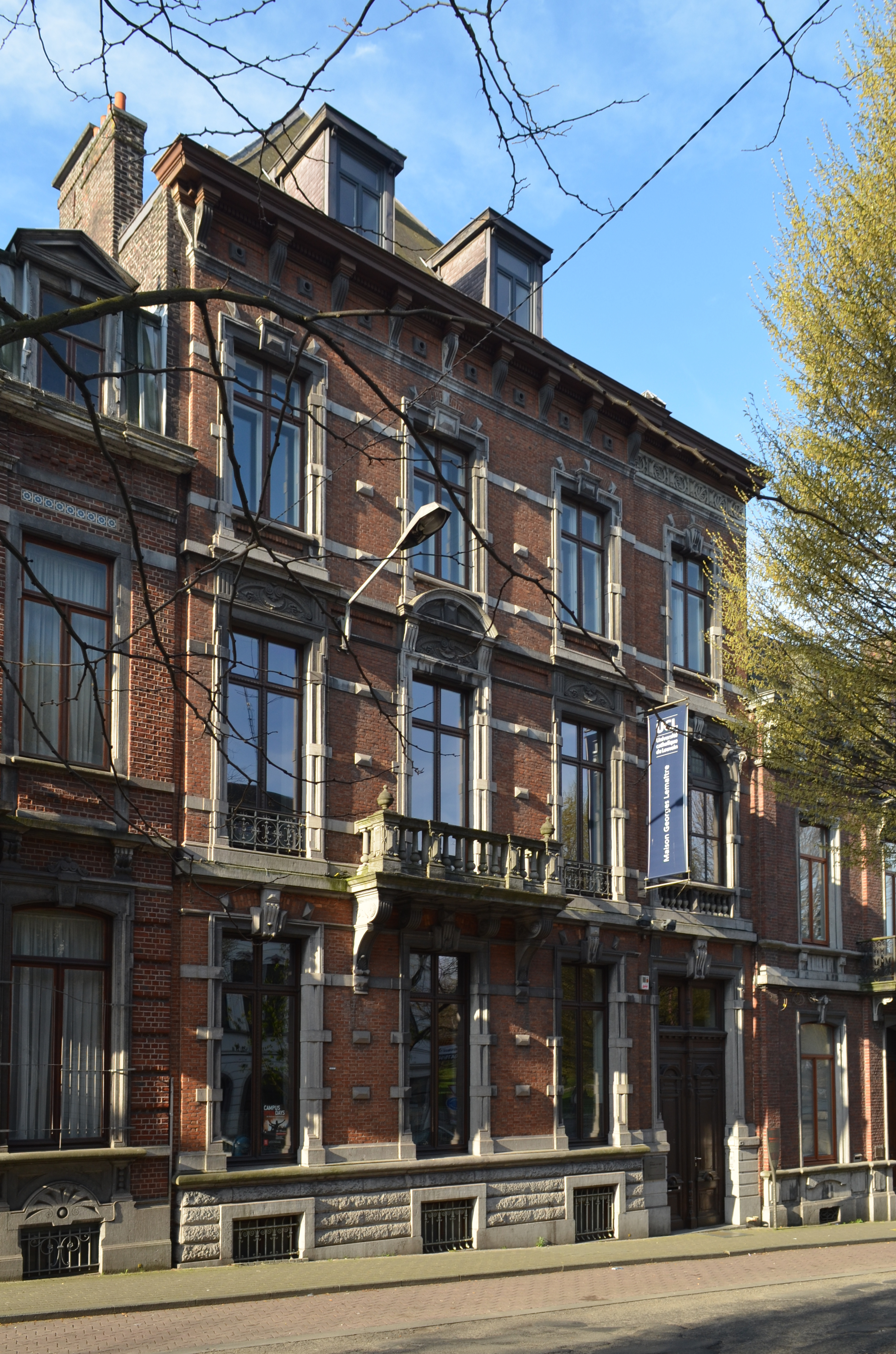
La Maison Georges Lemaître.

Durant l'affaire de Louvain et la recherche de solutions pour l'université encore unitaire de Louvain, un transfert de la section francophone de l'université de Louvain à Charleroi, grande ville pourtant sans aucune université, est considéré comme l'une des principales alternatives à un déménagement vers Ottignies.
Lors de la scission de l'université catholique de Louvain en 1970, la Maison Georges Lemaitre devient la propriété de l'université francophone de Louvain, qui s'établit principalement à Louvain-la-Neuve. Il s'agit d'une vaste maison de maître néorenaissance, œuvre de l'architecte Auguste Cador. Elle est établie sur le boulevard Devreux, à quelques dizaines de mètres de la maison natale de Georges Lemaître, fondateur de la théorie du Big Bang, qui était située rue du Pont Neuf 10.[non pertinent]
Jusqu'en 1995, les formations de l'université de Louvain à Charleroi sont organisées dans les bâtiments de l'Institut Saint-André situé en face de la Maison Georges Lemaître,. Le violent incendie du 7 mars 1995 ravage l'école secondaire, qui sera reconstruite dès 1997. L'UCLouvain rénove ainsi intégralement la Maison Georges Lemaître en 1995, et y concentre désormais toute son activité carolorégienne.
En parallèle et depuis 1975, les Facultés universitaires catholiques de Mons (FUCaM), université indépendante jusqu'en 2011, organisent des formations en sciences économiques et de gestion sur le site Sainte-Thérèse de l'Institut d'Enseignement secondaire complémentaire catholique (IESCA), à Montignies-sur-Sambre. Dès 2005, à la suite de la fondation de l'Académie Louvain, ces formations font partie intégrante de la Louvain School of Management. En 2009, la Haute École catholique Charleroi-Europe (dont fait partie l'IESCA) co-fonde la Haute école Louvain en Hainaut. Cette fusion est suivie de peu par celle des FUCaM avec l'université catholique de Louvain, en 2011. Ces deux institutions partagent actuellement le campus HELHa-UCLouvain de Montignies, rue Trieu Kaisin.
Dès 2018, une troisième faculté de l'UCLouvain s'implante de surcroît à Charleroi : l'École polytechnique de Louvain. Elle organise dès 2020 un bachelier en sciences informatiques sur le campus de Montignies.

## Description
L'UCLouvain organise un bachelier en informatique ainsi que des masters et diplômes universitaires en sciences de gestion et en fiscalité sur le site de Montignies. Les certificats en expertise comptable et fiscale dispensent les étudiants des examens d'entrée à l'Institut des réviseurs d'entreprises ainsi qu'à l'Institut des experts comptables.
La Maison Georges Lemaître héberge divers centres de recherche ainsi que la Faculté ouverte de politique économique et sociale (FOPES), qui est un département de la Faculté des Sciences économiques, sociales, politiques et de communication de l'UCLouvain (ESPO) et qui y organise un master en politique économique et sociale. Elle sert également de lieu d'expositions et de lieu de recherche du CIRTES, Centre Interdisciplinaire de Recherche Travail, État et Société.
L'UCLouvain a également implanté des centres de recherche à l'aéropole de Gosselies : le Centre d'Excellence en Technologies de l'Information (CETIC) servant comme centre d'expertise pour l'élaboration d'entreprises wallonnes et fondé par l'UCLouvain avec les universités de Namur et de Mons, ainsi que le Cenaero (Centre de recherche en aeronautique) avec l'université de Liège et l'université libre de Bruxelles, institut de développement de l'industrie aéronautique et spatiale.
De plus, le pôle de Gosselies accueille trois spin-offs de l'UCLouvain : Cedit, entreprise technnologique, ainsi que depuis 2011, iTeos Therapeutics, entreprise pharmaceutique fondée au sein de l'Institut de Duve à l'UCLouvain Bruxelles Woluwe et qui leva un capital de 350 millions de dollars américains en 2020, et Viridaxis depuis 2011.
L'UCLouvain participe également au Certificat interuniversitaire en électronique de l’énergie organisé par Thales Alenia Space à l'Université Ouverte de la Fédération Wallonie-Bruxelles.

### Formations

#### Faculté ouverte de politique économique et sociale
- Master en politique économique et sociale

#### Louvain School of Management
- Master en sciences de gestion
- Master en sciences de gestion (60 ECTS)
- Master en sciences de gestion, spécialisation fiscalité et expertise[30]
- Certificat d'université en fiscalité des personnes
- Certificat d'université en fiscalité des entreprises
- Certificat d'université en expertise comptable
- Certificat d'université en expertise comptable approfondie[19]
- Certificat interuniversitaire en transformation digitale des entreprises[31]

#### École polytechnique de Louvain
- Bachelier en sciences informatiques[18]
  - Spécialisation en e-santé[32]

#### Faculté de théologie
- Certificat d'université de didactique de l’enseignement religieux[33]

#### Faculté des sciences économiques, sociales, politiques et de communication
- Certificat d'université en transmédia (en co-diplomation avec l'Institut des Arts de Diffusion et l'Université de Mons).

### Instituts de recherche
- CIRTES (Centre Interdisciplinaire de Recherche Travail, État et Société)[12]
- Cenaero (Centre de recherche en aeronautique)
- CETIC (Centre d'Excellence en Technologies de l'Information)